# IC 2602

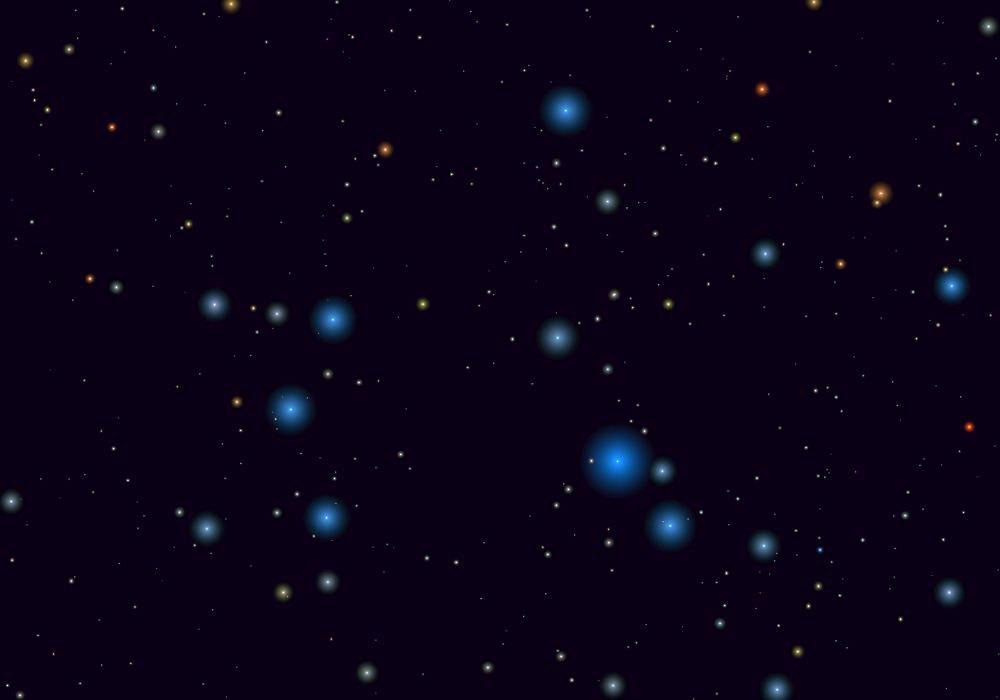
Hình ảnh của IC 2602

IC 2602  (thường được biết đến với tên là Southern Pleiades hoặc cụm Theta Carinae) là tên của một cụm sao mở nằm trong chòm sao Thuyền Để. Năm 1751, nhà thiên văn học Abbe Lacaille đã phát hiện ra cụm này tại Nam Phi. Nó được nhìn thấy rất dễ dàng với mắt thường do cấp sao biểu kiến của nó là 1,9. Bên cạnh đó, nó là một trong những cụm sao có khoảng cách gần với Trái Đất của chúng ta nhất với khoảng cách 167,7 parsec (tương đương 547 năm ánh sáng).
Tuy cấp sao biểu kiến của nó là 1,9, nhưng nó mờ hơn Taurean Pleiades 70% và nó chứa khoảng 74 ngôi sao. Nó là cụm sao mở sáng thứ ba trên bầu trời theo như Hyades. Như những cụm sao giống nó ở phương bắc, nó mở rộng với kích thước khá lớn, xấp xỉ 50’. Do đó, nó là cụm sao nhìn thấy tốt nhất khi sử dụng một ống nhòm lớn hoặc một kính viễn vọng lớn với thị kính lớn.
Tuổi của nó cũng giống với IC 2391, tức là 50 triệu năm tuổi. Tuy nhiên theo biểu đồ HR thì tuổi có thể chấp nhận được của nó là 13,7 triệu năm. Các ngôi sao của IC 2602 cũng gần như tất cả là một phần của mối liên kết phía dưới tên là Scorpius-Centaurus.
Nó có một vài ngôi sao có thể nhìn thấy được bằng mắt thường như θ Carinae (ngôi sao sáng nhất), p Carinae (ngôi sao sáng thứ ba), HR 4196 (V518 Car), HR 4204, HR 4205, HR 4219, HR 4220, HR 4222, HD 92536, HD 93738 và V364 Carinae